# Ramal del Estádio Nacional
El Ramal del Estádio Nacional fue un corto ramal ferroviario portugués que unía la estación de Cruz Quebrada (Línea de Cascais) al Estadio Nacional de Portugal, orientado en la dirección del terminal Cais do Sodré.
Este ramal fue abierto a la explotación el 16 de junio de 1944 (6 días después de la inauguración del propio estadio) y era destinado a servicios eventuales de pasajeros en días de eventos desportivos importantes, circulando convoyes con salida de Cais do Sodré antes de cada evento y en el sentido inverso después de concluir este.
La estación terminal, y única del ramal, se situaba donde fue más tarde construida la Piscina Olímpica del Jamor; el ramal había sido desactivado a inicios de los años 80.
Este ramal fue retirado del dominio público ferroviario por el Decreto de ley n.º 92/85 del 1 de abril.